# Вард Рейслінк
Вард Рейслінк (нід. Ward Ruyslinck, справжнє ім'я — Раймонд де Белсер, 17 червня 1929 — 3 жовтня 2014 року) — бельгійський фламандський письменник. Писав нідерландською мовою. Автор романів «Долина Хінном» (1961), «Резервація» (1964), «Золота Офелія» (1966), «Танок відьом» (1972), «Техніка душогубства» (1980) та низки новел і віршів. Твори Рейслінка перекладені дванадцятьма мовами, зокрема, німецькою, англійською та російською.

## Біографія
Раймонд де Белзер народився 17 червня 1929 року у містечку Берхем (сучасний район Антверпена) у родині Лео де Белсера (Leo De Belser) і Жермен Наувеларс (Germaine Nauwelaers). Батько працював бібліотекарем у нафтовидобувній компанії. З восьми років почав писати вірші, у 1940—1941 роках написав кілька оповідань, деякі з яких були опубліковані в щоденній газеті «Het Vlaamsche land». У віці 12 років написав свою першу повість «Vaargeulen» (укр. «Протоки»). Його батько, який колись також написав повість «Gepantserde Beschaving» (укр. «Озброєна цивілізація»), відправив рукопис сина на рецензію письменникові Стейну Стрейвелсу (Stijn Streuvels), який, втім, повернув її не читаючи, проте із супровідним листом, повним позитивних рекомендацій. У ті часи в Бельгії шла Друга Світова війна і родина де Белсерів переїхала з передмість Антверпена до містечка Мортсел, де їх будинок у 1943 році був знищений під час авіанальоту американських бомбардувальників. З будинком загинув і рукопис першого твору майбутнього письменника Варда Рейслінка.
Після закінчення школи у 1947 році Рейслінк поступив до Гентського університету на відділення германських мов, проте у 1948 році кинув навчання через смерть свого старшого брата, яка дуже вразила Рейслінка. На смерть брата він написав 5 поем, які розповсюдилися серед родичів і друзів.
У 1951 році пішов до армії, де згодом відмовився отримати офіцерське звання.
З 1952 року працював перекладачем у туристичному бюро та в нафтовій компанії, у 1953 році був призначений куратором художньої галереї в музеї Plantin-Moretus Museum в Антверпені.
Одружився з Еліс Бурм (Alice Burm), від якої мав сина Кріса.
Друкуватися почав на початку 1950-х років. Його збірка віршів «Fanaal in de mist», видана у 1956 році, отримала бельгійську нагороду Poëzieprijs der Algemene Kunstkamer. У другій половині 1950-х років Рейслінк здобув славу як письменник-новеліст: у 1957 році опубліковане оповідання «De ontaarde slapers», в якому Рейслінк торкнувся своєї улюбленої теми — нерівної боротьби між особистістю та суспільством, а у 1958 році виходить найпопулярніша книга Рейслінка «Ладан і сльози» (нід. «Wierook en tranen»), дія якої розгортається на тлі жахів і трагедій Другої Світової війни. В обидвох творах письменник рішуче засуджує війну, яка понівечила його дитинство.
У 1961 році виходить нова новела, «Долина Хінном» (нід. «Het dal van Hinnom»), в якій письменник остаточно розриває стосунки з церквою і суспільством.
У 1964 році Рейслінк переїхав до містечка Пулле, де написав роман «Резервація» про примарність індивідуальної свободи. Цей твір отримав премію Prijs voor Letterkunde van de Vlaamse provincies. У 1966 році Рейслінк написав сумну казку «Золота Офелія» (нід. «Golden Ophelia»).
У 1960-х—1970-х роках Рейслінк належав до групи авторів, які публікувалися в Анжель Манто, видавця, яку Королівська Фламандська академія науки та мистецтв свого часу назва головним видавцем фламандської літератури у XX столітті. Через свої погляди Рейслінк став популярним серед «лівого» студентства, його прихильники навіть висунули його на здобуття Нобелівської премії від Бельгії, разом із Луїсом Паулем Боном і Гюго Клаусом.
У 1967—1973 роках Рейслінк працював журналістом у виданні Vrede і здійснив кілька подорожей до Польщі, НДР, Радянського Союзу, Канади, Великої Британії та Аргентини, після яких опублікував низку статей про ці країни.
У 1975 році Рейслінк став членом Королівської академії науки та мистецтв Бельгії, а 1985 року очолив її. У 1980 році письменник отримав нагороду Europalia за визначні досягнення у літературі.
У 1983 році його запросили до Стокгольму прочитати лекції в місцевому університеті.
У 1984 році Рейслінк облишив письменницьку діяльність. Після самогубства дружини у 1990 році, він переїхав до Мейсе, де оселився із своєю коханкою Монікою Ло Касціо (Monika Lo Cascio), з якою пізніше одружився. У 1992 році вони спільно створили автобіографічний роман «De speeltuin» (укр. «Граймайданчик»).
2004 року в місті Мейсе гучно відзначили 75-річний ювілей письменника. У святкуванні взяли участь мер Мейсе Рожер Хейверт (Roger Heyvaert), державний радник з питань культури Марсель Белграде (Marcel Belgrade), координатор культурної політики Гвідо ван ден Трост (Guido Van den Troost) і друг Рейслінка, голова Глобальної групи із захисту тварин Мішель Ванденбосх (Michel Vandenbosch). У 2006 році Королівська академія науки та мистецтв Бельгії влаштувала аналогічне святкування на честь Варда Рейслінка у гентській опері, на якому були присутні багато державних і культурних діячів Фландрії, зокрема, майбутній міністр-президент Фландрії Герт Буржуа та губернатор провінції Східна Фландрія Андре Денис (André Denys).
3 жовтня 2014 року, близько 16:00 письменник Вард Рейслінк помер від хвороби Альцгеймера у будинку для старих у Мейсе у віці 85 років.

## Творчість
У творах Варда Рейслінка органічно поєднуються виклик суспільству, песимістичний погляд на життя, гумор і сатира. Головним мотивом є критика суспільства та, в той же час, надія на краще майбутнє. У своїх книгах Рейслінк завзято критикує такі великі деспотичні системи як капіталізм, релігія та держава із мілітаристичним апаратом, втім, його критика достатньої мірою обережна, іноді занадто патетична, іноді сентиментальна. У сучасному світі стиль Рейслінка здається дещо пишномовним, проте деякі підняті ним питання лишаються актуальними і в XXI столітті.
Перший прозаїчний твір Рейслінка, «De ontaarde slapers», відрізняється домінуванням філософії екзистенціалізму. Довга новела змальовує трагічне післявоєнне життя двох людей, чоловіка на ім'я Сільвестр і жінки Маргріт. Їх психіка травмована війною, вони не мають жаги до життя і сенсу існування, тому поступово занурюються у власний світ снів і фантазій. Мотив заглиблення у власні фантазії прослідковується у деяких оповіданнях пізнішої збірки «De madonna met de buil» (1959). Війна є основною темою і найвідомішої книги Рейслінка, «Ладан і сльози». Сюжет книги — це історія про пригоди двох малих дітей, що подорожують дорогами Європи під час Другої світової війни. Яскраво змальовані жахи і трагедії великої війни, побаченої очима дев'ятирічного хлопчика.
На початку 1960-х років у творчості Рейслінка починають домінувати соціальна критика та агресивність. У романі «Долина Хінном» (нід. «Het dal van Hinnom»), де письменник жорстко критикує християнську мораль, описується сутичка кількох соціальних прошарків, яка водночас є безплідною спробою індивідуальності знайти шлях до захисту своїх прав. Схожі мотиви видно і в романі «Резервація», що розповідає історію вчителя Бейзіла Джонаса, якого суспільство, орієнтоване на здобуття прибутку, відштовхує і робить експонатом у музеї зниклих людських типів.
За деякими з його творів поставлені театральні вистави, а книги «Равлики», «Золота Офелія» та «Ладан і сльози» екранізовані.
Деякі повісті Варда Рейслінка перекладалися російською мовою і виходили в Радянському Союзі. Відомостей про переклади українською немає.

## Нагороди
- 1958 — Romanprijs van de provincie Antwerpen
- 1958 — Romanprijs van de Kempische Cultuurdagen (Hilvarenbeek)
- 1959 — Referendum van de Vlaamse letterkundigen
- 1960 — Arkprijs van het Vrije Woord
- 1960 — Referendum van de Vlaamse letterkundigen
- 1962 — Referendum van de Vlaamse letterkundigen
- 1962 — De prijs van de Vlaamse lezer
- 1964 — August Beernaertprijs van de Koninklijke Academie voor Nederlandse Taal- en Letterkunde
- 1967 — Prijs voor Letterkunde van de Vlaamse Provinciën
- 1975 — Het Gulden Boek van de Lezende Jeugd (V.B.V.B.)
- 1976 — Romanprijs van de provincie Antwerpen
- 1980 — Europaliaprijs voor Literatuur
- 2005 — Prijs voor Letterkunde van de provincie Antwerpen voor het gezamenlijke oeuvre[11]